# Yeşim Ağaoğlu
Yeşim Ağaoğlu[zápis?] (* 21. ledna 1966, Istanbul) je turecká multidisciplinární umělkyně a básnířka, která pracuje s různými médii, zejména se zaměřením na instalaci, fotografii a video. Její rodina pochází z města Šuša v ázerbájdžánském regionu Karabach. V umění je pro ni nejdůležitější být interaktivní. Zabývá se poezií a uměleckými vztahy, otázkami genderu a feminismu, architektonickými prvky a politickými tématy. Od roku 1995 Agaoglu vydala devět básnických knih, které ji proslavily jako básnířku na turecké literární scéně.

## Životopis
Ağaoğlu se narodila v Istanbulu v Turecku 21. ledna 1966. Studovala na Istanbulské univerzitě, katedře archeologie a dějin umění. Na stejné univerzitě, na Fakultě komunikačních technologií vystudovala umění na katedře komunikací. Na částečný úvazek navštěvovala hodiny filmu a používala filmovou kameru Super 8 mm na New York School of Visual Arts; tyto lekce vyústily v krátký film s názvem Loneliness, Machines And Meditation.
Své básně publikovala v literárních časopisech od svých osmnácti let. Má sedm básnických knih, které byly vydány v Turecku a dvě básnické knihy vydané v Ázerbájdžánu. Autorčiny básně byly přeloženy do několika jazyků, jako je například ázerbájdžánština, ruština, angličtina, italština nebo španělština. Je členkou mezinárodního PEN klubu a také členkou správní rady BESAM (Asociace tvůrců vědeckých a literárních děl). Od roku 2012 je čestnou členkou Svazu ázerbájdžánských spisovatelů PEN.
Yeşim Ağaoğlu od roku 1996 pokračuje v aktivitách současného umění kombinujících různé obory. Měla čtyři samostatné výstavy v Ázerbájdžánu, Gruzii, Bosně a Hercegovině a Norsku. Zúčastnila se řady skupinových výstav v zemích jako je Německo, Francie, Polsko, Nizozemsko, Itálie, Bulharsko, Uzbekistán, Korea, Brazílie, Mongolsko nebo USA. Od roku 2012 je čestnou členkou Svazu umělců Ázerbájdžánu.

## Umělecká díla
Ağaoğlu se soustředila na tvorbu umění performance, s vizuálním materiálem a objekty. Na začátku její básně, psané na žlutém papíře konvenčním psacím strojem, zaujímaly střed těchto děl. Zlaté stránky jsou základním materiálem a skromným prvkem komunikace s lidmi, ale pokud jsou ve výstavních prostorech uspořádány do obrovských geometrických hromad, stávají se také instalací mezinárodního spolku výtvarníků Fluxus. Její přítomnost ve výstavním prostoru je považována za představení, i když nedělá instalace ve smyslu, že by byla přímo zapojena do procesu tvorby, ale její neustálé prolínání do divácké návštěvnosti dojmem představení působí. Její přístup k umělecké tvorbě je minimalistický a skromný. Aby se vyhnula popularitě a propracovanosti, popisuje svá díla jako „technicky jednoduchá, ale koncepčně bohatá“.
Jako fotografka Ağaoğlu putuje do jednoduchých a propracovaných obrazů města se zaměřením na hybridní architekturu, lidskou rozmanitost, genderové diferenciace a dobře skryté ideologické symboly a projevy.
Jelikož je vysoce citlivá na sociálně-politické prostředí svého regionu, je nutné, aby své poselství sdělovala prostřednictvím konkrétních strategií v umělecké tvorbě. Rozhodně se jí daří při plnění předpokladů pro oslovení vzdáleného publika současného umění.

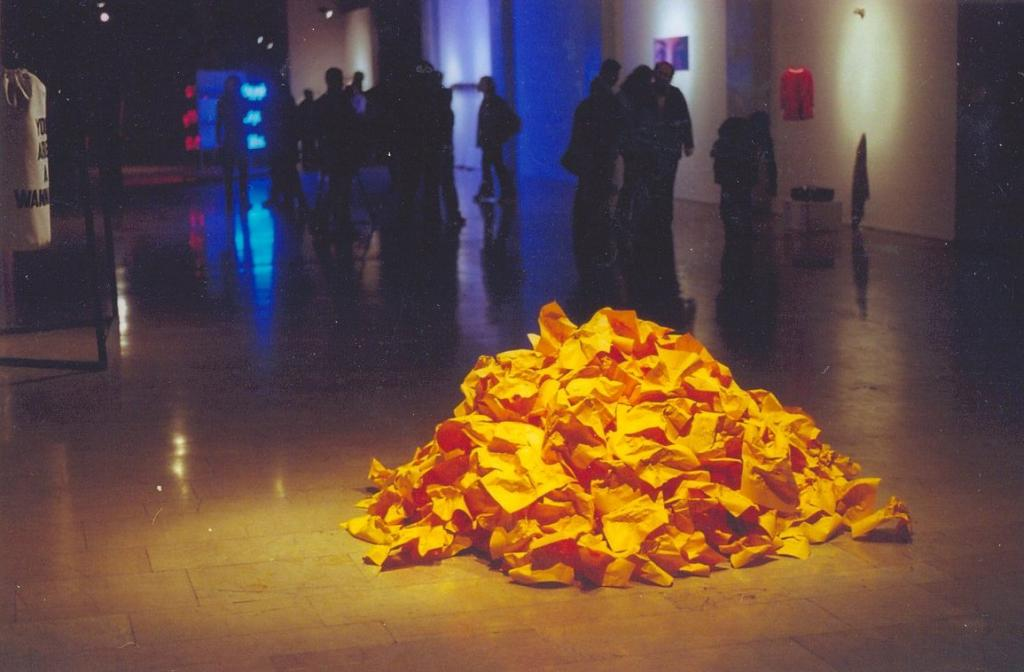
Bez názvu, papír, instalace, 1996
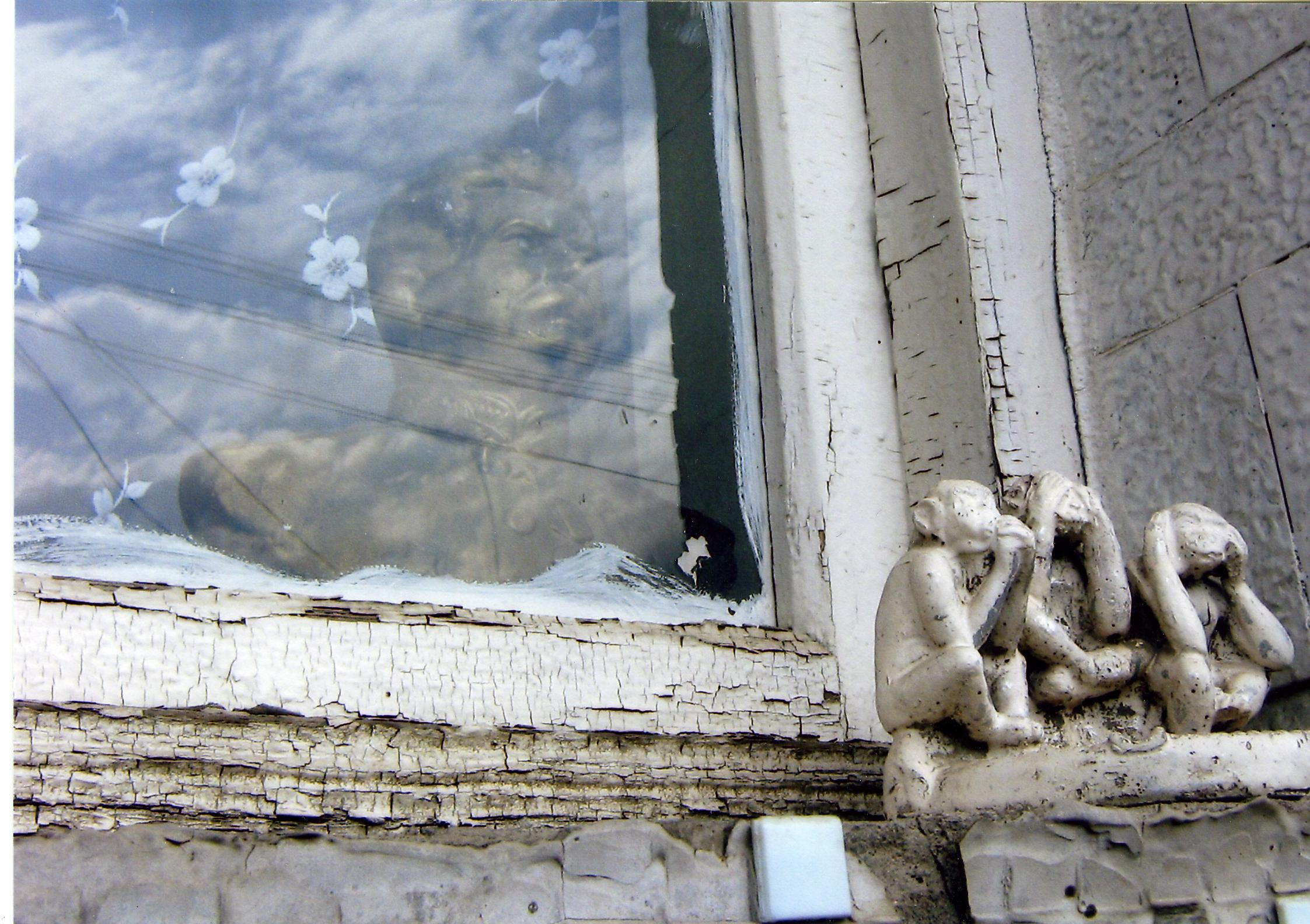
Velký bratr nás pozoruje, fotografie, 2006

## Vybrané výstavy a profesionální zkušenosti

### Samostatné výstavy
- 2012 – Centrum současného umění, Baku, Ázerbájdžán[6]
- 2010 – Tou Scene Art Center, Stavanger, Norsko[7]
- 2009 – Turecké kulturní centrum, Sarajevo, Bosna a Hercegovina.
- 2008 – Kavkazský dům, Tibilisi, Gruzie
- 2008 – Yeni Gallery, Baku, Ázerbájdžán

### Skupinové výstavy
- 2002 – „Sheshow“, Centrum současného umění ATA, Sofie, Bulharsko
- 2004 – „Turkish Delight“, Video Art Show, Rio Modern Art Museum, Brazílie
- 2004 – „Field of Vision“, Gallery Lab, New York, USA
- 2005 – Taškentské bienále, Uzbekistán
- 2006 – Mezinárodní festival „Caravansarai“, Heartgallery, Paříž, Francie
- 2006 – „Exhibition Rejection Episodes“, Istanbul Express Festival ve Vooruit Culture and Art Center Gent, Belgie
- 2007 – 3d mezinárodní bienále současného umění „Aluminium“, Širvanšachův palác, Baku, Ázerbájdžán
- 2008 – „Kroky času“ Moderní a současné ázerbájdžánské umění, Drážďanské státní muzeum umění, Německo[8]
- 2008 – „Artisterium“ 1. mezinárodní výstava současného umění a umělecké akce v Tbilisi, Muzeum historie Karvasla Tbilisi, Gruzie[9]
- 2008 – Workshop „Immagino“, Janov, Itálie
- 2008 – „7848 km korejsko-turecká burza“, Inchon, Korea.
- 2008 – „Reasonable“, Hafriyat, Istanbul, Turecko
- 2009 – „Dirty Story“, skupinová výstava, Centrum současného umění BM Suma, Istanbul, Turecko[10]
- 2009 – „Istanbul next wave“, Akademie der Künste, Berlín, Německo[11]
- 2009 – „Istanbul off Independent Art Space Exhibition & Forum“, Bethanien, Berlín, Německo[12]
- 2010 – MONGOLIE 360 'Land Art Biennale, Mongolská národní galerie moderního umění, Ulánbátar[13]
- 2010 – „SSSR-remix“, skupinová výstava, Art Centre Tou Scene, Stavanger, Norsko[14]
- 2010 – „OPENLY“ Mezinárodní výstava ženského videa[15] v rámci „Istanbulu 2010 – hlavního města kultury Evropy“, Antrepo5, Sanat Limani, Istanbul, Turecko
- 2011 – „Kolektivní soukromí“, CAM Galery, Istanbul, Turecko[16]
- 2011 – Turecká asociace pro lidská práva – 20. ročník, Tutun Deposu, Istanbul, Turecko
- 2011 – umělec v rezidenci, Almeria, Španělsko
- 2012 – Critical Art Ensemble, documenta 13, Kassel, Německo
- 2012 – Fiction and Dissention, 3. Canakkale Biennale, Turecko
- 2012 – Out of Place, Galerie Corpo 6, Berlín, Německo
- 2013 – Discarted, Hayaka Art gallery, Istanbul, Turecko
- 2013 – Black Sea Calling, Hilger BROT Kunsthalle, Vídeň, Rakousko
- 2014 – Warnth of a Patchwork Quilt, 8. Alanica, NCCA, Vladikavkaz, Osetie, Rusko
- 2014 – Mezinárodní výstava současného umění „Re-Museum“, Národní galerie, Tbilisi, Gruzie
- 2014 – „Deprivace“, Gallery Arsenal, Bělostok, Polsko[17]
- 2014 – „Small is Beautiful“, Galerie Kuad, Istanbul, Turecko[18]

## Poezie
Od roku 1995 autorka vydala devět básnických sbírek. Důraz v jejích básních je kladen na zkoumání nejtemnějších snů, tužeb a záměrů duše a nepředvídatelných vztahů mezi jednotlivci; mezi vrstvami poetických popisů však umožňuje čtenáři projít společensko-politickým terénem, který odráží její kritický přístup k řádu věcí. Popisuje tuto složitost v surrealistickém režimu propleteném se vzrušující otevřeností subjektu a formy. Za své imaginativní kvality vděčí také vzdělání v archeologii a filmu.

### Knihy poezie
- yanlışlar şehrinde randevu (setkání v mylném městě, říjen 1995), Liman publications, Istanbul.
- hırsızlama aşklar, gri yalnızlıklar (ukradená láska, osamělost šedá, listopad 1996) Liman publications, Istanbul.
- portakal tek meyve değildir (oranžová není jediným ovocem, březen 1997) Liman publications, Istanbul.
- başka gezegenin insanları (lidé jiné planety, březen 1997) Liman publications, Istanbul.
- new york blues (březen 1997) Liman publications, Istanbul.
- özlem şehirleri (chybějící města, 2006) Free Writers Society publications, Baku, Ázerbájdžán.
- eflatun sır (fialové tajemství, březen 2007) Yitik Ülke publications, Istanbul.[19]
- güllerin ağırlığı (tíha růží, 2007) S podporou Ázerbájdžánu a tureckého ministerstva kultury, publikováno v ruštině a turečtině, Baku, Ázerbájdžán
- sana şiir yazmasam olur mu (nevadí ti, když ti nebudu psát básně, 2011) Yitik Ülke publications, Istanbul)[20]

### Festivaly a literární události

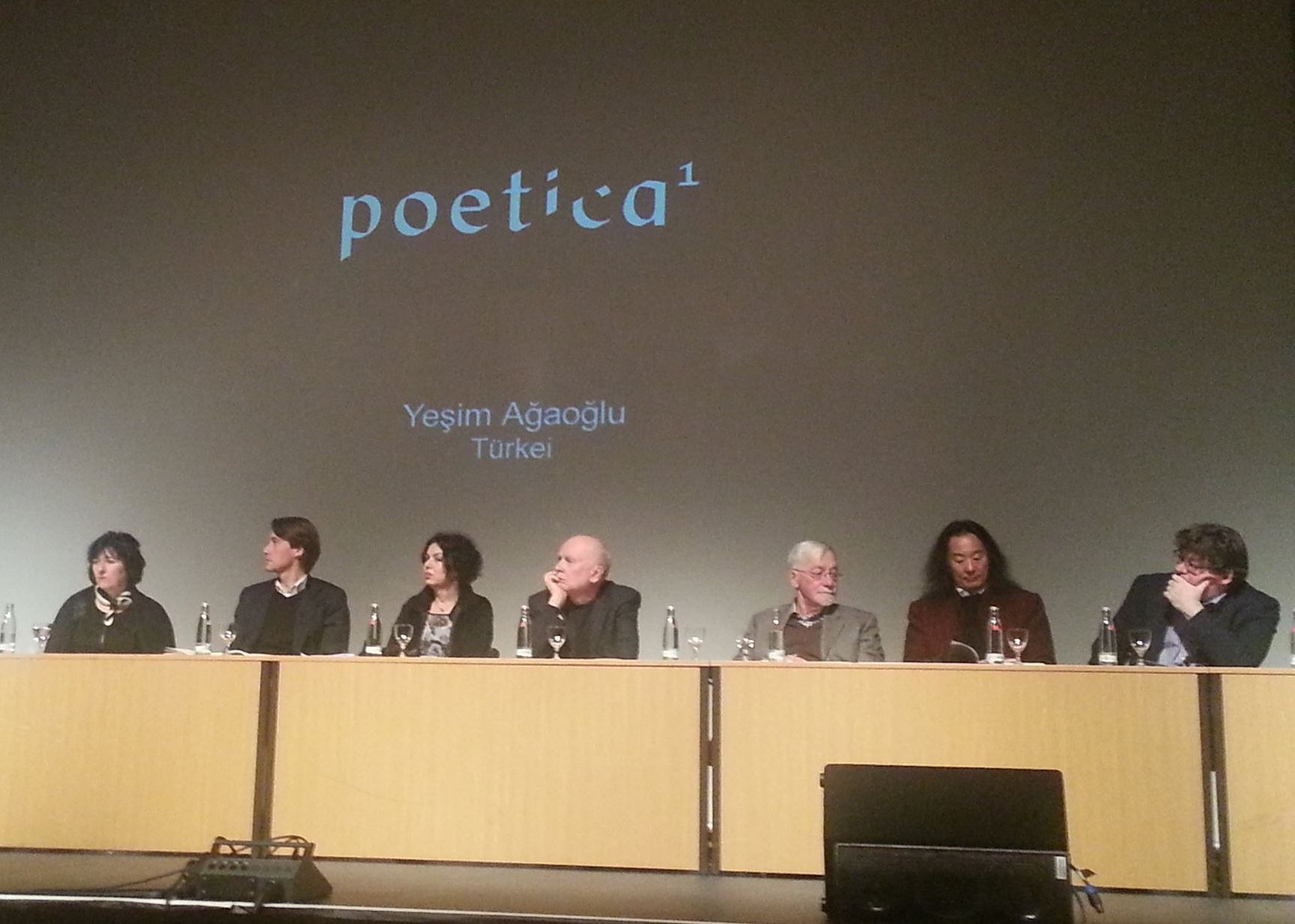
Yeşim Ağaoğlu během festivalu Poetica1

- 1998 – Rezidence v domě mezinárodních spisovatelů a překladatelů, ostrov Rodos, Řecko
- 1998 – Darul Ihsan University, hlavní host v rezidenci, oslava 1. světového dne poezie, Dháka, Bangladéš
- 1999 – 6. mezinárodní setkání středomořských básníků, Bodrum (Halicarnassus), Turecko
- 2010 – Čtení sólové poezie, Archeologické muzeum, Stavanger, Norsko[21]
- 2010 – 49. mezinárodní festival poezie Struga, Makedonie[22]
- 2011 – Krytia International Poetry Festival,[23] Nagpur, Indie
- 2011 – 10. mezinárodní festival poezie v Sarajevu[24]
- 2011 – Mezinárodní festival poezie 3d Sadho, Nové Dillí, Indie[25]
- 2012 – „Hostující básník a čtení poezie pro spojení poezie a divadelní řeči“, akce Tureckého klubu spisovatelů PEN, Muzeum literatury Ahmet Hamdi Tanpınar, Istanbul, Turecko.
- 2012 – „Zvláštní host poezie, čtení poezie a přijímání čestného členství v Azerbaycan PEN Writes 'Club“, Ázerbájdžánská unie spisovatelů, Baku, Ázerbájdžán.
- 2012 – „Jarní déšť poezie“, 26. května, Kypr.
- 2012 – „Den podpisu knihy poezie“, knižní veletrh TUYAP, Istanbul.
- 2012 – „15. listopadu Writers In The Banishment Day“, účastník mezinárodní akce PEN v Turecku (za účasti prezidenta International PEN Club), Istanbul.
- 2013 – „Turecko PEN Club Světový den poezie“, pořádané Francouzským kulturním centrem v Istanbulu.
- 2013 – „5. mezinárodní den básníků v Ázerbájdžánu“ (získání ceny na počest ázerbájdžánského básníka Mikaila Müşvika), Baku, Ázerbájdžán.
- 2013 – „4. mezinárodní festival literatury v Ordu“ (Vztahy s literaturou a kinem), Ordu, Turecko
- 2015 – „Poetica I“, Festival světové literatury 26. – 31. ledna 2015 – Kolín nad Rýnem[26]